# Associazione Calcio Dilettantistica Jesolo
La Associazione Calcio Dilettantistica Jesolo es un club de fútbol de Italia, con sede en Jesolo, en Véneto. Fue fundado en 1929 y compite en la Prima Categoria Veneto, séptima categoría del fútbol italiano.
No debe confundirse con Città di Jesolo que jugó en el campeonato de la Serie D hasta el campeonato de la Serie D 2009-2010 y adoptó los mismos colores sociales, pero cuya historia y palmarés relativo están ligados al Calcio Lido di Jesolo.

## Historia
El fútbol en Jesolo se organizó en 1929 con el nacimiento del Grupo Deportivo Dopolavoro Jesolo.
El club se unió a la ULIC que más tarde, con la reorganización de los campeonatos, se fusionó con la FIGC. Esta estructura se mantuvo hasta la suspensión de los años 1943-45, debido a la Segunda Guerra Mundial.
En 1945 el equipo se reconstituyó bajo el nombre de Associazione Calcio Jesolo.
En la temporada 1964/1965 consiguió el primer ascenso a Serie D de su historia. El club logró mantenerse en esta categoría hasta la temporada 1968/1969.
En la temporada 1972/1973 ganó la Coppa Italia Dilettanti, lo que le permitió disputar la Copa Ottorino Barassi de 1973.
En el Campeonato Regional de Ascenso 1977-1978, tras un largo mano a mano con el Pro Mogliano, vuelve a ascender a la Serie D y consigue mantenerse en esta categoría durante muchos años, hasta el campeonato 1986-1987 que acaba con el descenso a Promoción regional.
En la temporada 1994-95 se volvió a conquistar el campeonato autonómico de ascenso, recuperando el acceso a la categoría superior, que mientras tanto se había convertido en la Eccellenza autonómica. En el campeonato 1996-97, AC Jesolo fue relegado a la Promozione . La temporada siguiente el equipo no entró en ninguna liga. La tradición del fútbol de Jesolo ha sido así continuada por los otros equipos menores de Jesolo: Drago Jesolo y Lido Jesolo. En períodos posteriores, el primero tomó el nombre de A.C. Jesolo, el segundo de Città di Jesolo.
Actualmente milita en el grupo L del Véneto de 1.ª Categoría. La empresa A.C.D. Jesolo, desde la temporada 2013-2014, ha absorbido por completo el Sector Juvenil que antes pertenecía a Sandona Jesolo Calcio. Tiene una guardería de unos 300 niños (desde Primi Calci hasta Allievi) y participa en los campeonatos Regionales desde la temporada 2014-2015 con las categorías Junior (incluyendo Experimental) y Allievi.

## Palmarés

### Torneos nacionales
- Copa Italia de Aficionados (1): 1972-73

### Torneos regionales
- Promozione Veneto (2): 1977-78 (grupo B), 1994-95 (grupo D)
- Prima Categoria Veneto (1): 1964-65 (grupo B)

### Torneos provinciales
- Terza Categoria Veneto (2): 1998-99, 2002-03